# Salvatore Viale
Salvatore Viale (Bastia, 6 de septiembre de 1787 - 23 de noviembre de 1861), hombre de letras y magistrado corso. Fue el primer autor que empleó la lengua corsa en una obra de la relevancia literaria, Dionomachia (1817). De ideas liberales, tuvo un papel de importancia en la recuperación de la tradición cultural y nacional del pueblo corso y ha defendido el papel de la lengua italiana como la lengua culta en Córcega.

## Biografía
Nacido en una familia de nobles de Bastia de orígenes de genoveses (su abuelo había sido gobernador de Córcega para la República de Génova en 1640), recibió en la ciudad natal su primera educación. El padre Paolo Agostino, miembro del consejo municipal de Bastia, deseando que el hijo fuera médico, lo envió a Roma, donde lo recibió su compatriota y clérigo Bonaventura Poletti, amigo de Pasquale Paoli. Durante la estancia romana descubrió la pasión por la literatura que ya no lo abandonará y renunció a seguir los estudios en medicina. En Roma que hará una brillante carrera su hermano, convertido en cardinal.
Volvió a Córcega en 1805 después de la muerte del padre para llevar los negocios de la familia y se inscribió en la Universidad de Pisa, donde finalizó la carrera de Derecho en 1809. Durante esos mismos años fue profesor en la universidad de Bastia y publicó el tratado Principi delle Belle Lettere.
Con la caída de Napoleón I (1815), se establece en Bastia un gobierno temporal independentista que en vano presiona a los ingleses y en la Conferencia de Viena para que Córcega fuera separada de Francia. Viale está muy implicado y contribuye a la redacción de los actos de gobierno, escritos en lengua italiana. Exiliado en Roma como resultado de la restauración, que reafirma la unión de la Córcega al reino de Francia de Luis XVIII, hace amistad con el eminente georgofilo Raffaello Lambruschini, se acerca los círculos liberales italianos y continúa el cultivo del estudio de las letras.
En 1816 vuelve a entrar en Córcega llamado por el conde Alessandro Colonna d'Istria, procurador general del rey de Francia en la Corte de Apelación del Bastia, que lo nombra substituto del procurador en la Corte Criminal local.
En 1817 sale la primera edición (seguirán otras cinco durante el siglo XIX) de la que se considera su mejor obra, Dionomachia (La batalla del asno), que Niccolò Tommaseo definió como la composición más importante del género héroe cómico después del Secchia rapita de Alessandro Tassoni. Parece que la obra -que narra con  espíritu agudo un encuentro tragicómico entre los habitantes de Lucciana y Borgo- ya estaba en desarrollo antes de 1813.
De 1819 a 1831 es juez de instrucción del Circondario de Bastia, destacándose por sus esfuerzos para contener la gravedad y el número de los delitos. Seguidamente abandona el puesto (manteniendo en este ámbito el puesto de consejero de la Corte de Apelación) para perseguir a tiempo completo su empeño en el campo cultural y literario ya perseguido durante la actividad jurídica. 
De hecho ya antes de 1831 Viale se había distinguido por el gran empeño en la restauración y relanzamiento en Bastia de la Società centrale d'istruzione pubblica (Sociedad central de la instrucción pública), una academia de promoción científica y literaria.
En el período siguiente, entre las varias actividades culturales que persigue, destaca la colección de las canciones populares de la abundante tradición oral en lengua corsa. Entre 1838 y 1839 colabora activamente con el filólogo y patriota italiano Niccolò Tommaseo, que durante su estancia en Córcega investiga el vernáculo local, que define como uno de los más puros y próximos a la lengua de Dante. Continúa colaborando con los Georgofili y la Accademia della Crusca, realizando un intercambio epistolar significativo con su editor en Florencia, Giovan Peter Vieusseux.
En 1852 deja sus actividades judiciales y se dedica a sus estudios hasta su muerte, ocurrida en Bastia en 1861.

## Obra
Mejor que confiarse a cualquier consideración a posteriori del significado del trabajo y del empeño cultural de Salvatore Viale, conviene hacer hablar al mismo autor. En su primera edición de 1843 de Canti popolari corsi, impreso en Bastia -dedicado explícitamente «a los lectores corsos»- Salvatore Viale escribe un verdadero manifiesto ideológico en el cual -magistrado del Estado francés- reivindica con claridad y libertad la identidad corsa como antitética a la francesa y su pertenencia natural al área cultural italiana. Aquí la parte más significativa:

De la lectura de estas canciones se verá que el corso no tiene, ni ciertamente podrá tener, otra poesía o literatura fuera de la italiana. La fuente y la materia de la poesía en un pueblo está en su historia, en sus tradiciones, en sus costumbres, en su manera de ser y de sentir: cosas todas en las cuales el hombre corso difiere esencialmente de aquél del continente francés y sobre todo del prototipo del hombre francés que es el de París. No hablaré sobre la lengua que está sustancialmente formada por estos mismos principios; y la lengua corsa es puramente italiana; y ha sido de hecho hasta ahora uno de los dialectos menos impuros de Italia.

Lista completa de las obras de Salvatore Viale:
- Dei Principi delle Belle Lettere (De los principios de las Bellas Letras), Bastia, 1813 (segunda edición 1843).
- Dionomachia, Bastia, 1817.
- Poesie Giocose (Poesías jocosas), Bastia, 1817.
- Prose Giocose (Prosa jocosa), Bastia y París, 1828.
- Prose serie (Prsa seria), Bastia y París, 1828.
- Poesie serie (Poesía seria), Bastia y París, 1828.
- Canzoni contadinesche in dialetto corso (Canciones campesinas en dialecto corso), Bastia
- L'ultima vedetta (La última venganza), Bastia, 1837
- Canti popolari corsi (Cantos populares corsos), Bastia, 1843.
- La sposa d'Abido, saggio di versi italiani e di canti popolari corsi (La esposa de Abido, versos italianos y cantos populares corsos), Bastia y Bruselas, 1843.
- Novelle corse (Novela corsa), Bastia y Trieste, 1846.
- Sopra lo stile della versione poetica dell'Iliade di Melchiorre Cesarotti (Sobre el estilo de la versión poética de la Iliada de Melchiorre Cesarotti)
- Delle cagioni e degli effetti della moderna letteratura romanzesca (De las causas y efectos de la literatura moderna novelesca), 1835
- Componimenti in versi e in prosa (Composiciones en verso y prosa), Vieusseux, Firenze e Bastia, 1857
- Dell'uso della lingua patria in Corsica (Del uso de la lengua patria en Córcega), Vieusseux y Florencia, 1858 (sobre la lengua italiana).
- Dell'uso dei costumi corsi (Del uso de las costumbres corsas), Vieusseux, Florencia y Bastia, 1860.